# Rudolf Roder z Feldburgu
J.M. can. Rudolf Roder z Feldburgu, někdy uváděn jako Rudolf Christophorus Roder z Feldburgu (lat. Rudolphus Maxmilianus Roder a Feldburg) (kolem roku 1600 – 1663 Stará Boleslav) byl český římskokatolický duchovní, sídelní kanovník litoměřické kapituly v letech 1637-1647 a probošt staroboleslavské kapituly od roku 1648.

## Život
V roce 1629 ho nalézáme jako faráře v Citow. Od roku 1637 vedl litoměřickou kolegiátní kapitulu jako kapitulní děkan. Zároveň byl litoměřickým městským děkanem u kostela Všech svatých v letech 1636-1640. V průběhu třicetileté války byl od sasko-švédských vojsk týrán, vězněn a dokonce i odvlečen do zajetí. Protože v Litoměřicích již deset let nebyl přítomen probošt kapituly, po svém návratu ze zajetí do Litoměřic se Roder ujal vedení kapituly jakožto její děkan. Brzy se však cítil jako neomezený správce proboštství. Když roku 1647 nastoupil do funkce probošta Maxmilián Rudolf Schleinitz, nastaly zákonitě rozepře a spory. Šlo především o určení jurisdikce církevního majetku, kdy se mělo určit, komu patří obec Třeboutice a poddaní v předměstích Rybáře a Zásada, až budou požadovány finance určené pro záchranu silně poškozených církevních budov a kostelů. Spor Schleinitze s Roderem byl složitý a názory na řešení se ostře lišily. Schleinitz byl nakonec uznán jako probošt se všemi svými právy. Děkan Roder však těžce nesl svou porážku a začal o Schleinitzovi rozšiřovat pomluvy. Probošta se ale zastal pražský arcibiskup Arnošt Vojtěch hrabě Harrach a Rodera odsoudil 25. srpna 1646 ke čtyřem dnům internace v Praze a omluvě. Roder se po svém návratu do Litoměřic rozhodl na funkci kapitulního děkana rezignovat. Stal se děkanem ve farnosti Brandýs nad Labem a v roce 1648 staroboleslavským proboštem. Ve Staré Boleslavi roku 1663 zemřel. Byl známý jako horlivý reformátor, nicméně neklidný, náruživý muž, který biskupovi Schleinitzovi nadělal mnoho starostí.